# 输精管切除术后疼痛综合症
输精管切除术后疼痛综合症（Post-vasectomy pain syndrome，P.V.P.S）是在输精管切除术（男性結紮）之後的慢性生殖器疼痛症状，可能在切除後立刻有症狀，也可能在結紮後幾年內才有症狀。由于是综合症，没有单一的治疗方法，治療的的重点是减轻或是缓解患者的特定疼痛。若综合症的主要症状是附睾疼痛，常會將此綜合症稱为充血性附睾炎（congestive epididymitis）。